# Move (Stefflon Don)
Move è un singolo della rapper britannica Stefflon Don, pubblicato il 9 settembre 2020. 

## Tracce
1. Move – 2:55